# Красний Гуляй
Красний Гуляй (рос. Красный Гуляй, чув. Хĕрлĕ Гуляй) — робітниче селище в Сенгилєєвському районі Ульяновської області Російської Федерації.
Населення становить 2630 осіб. Входить до складу муніципального утворення Красногуляєвське міське поселення.

## Історія
Населений пункт розташований на території українського культурного та етнічного краю Жовтий Клин.
Від 2004 року входить до складу муніципального утворення Красногуляєвське міське поселення.

## Населення
| 1959  | 1970  | 1979  | 1989  | 2002  | 2007  | 2009  |
| ----- | ----- | ----- | ----- | ----- | ----- | ----- |
| 3189  | ↗5793 | ↘3526 | ↗4197 | ↘3107 | ↘3089 | ↗3137 |
| 2010  | 2012  | 2013  | 2014  | 2015  | 2016  | 2017  |
| ↘3000 | ↗3014 | ↗3029 | ↘3003 | ↘2959 | ↘2920 | ↘2890 |
| 2018  | 2019  | 2020  | 2021  |       |       |       |
| ↘2810 | ↘2758 | ↘2730 | ↘2630 |       |       |       |